# 英国アカデミー賞 オリジナル脚本賞
英国アカデミー賞 オリジナル脚本賞（BAFTA Award for Best Original Screenplay）は、1983年度より始まった。前年までは英国アカデミー賞脚本賞（BAFTA Award for Best Screenplay）だったものが、脚色賞と分かれて設置された。

## 各年の受賞者と候補者

### 1980年代
- 1983年: 『キング・オブ・コメディ』 - ポール・D・ジマーマン
  - 『ローカル・ヒーロー/夢に生きた男』 - ビル・フォーサイス
  - 『大逆転』 - ティモシー・ハリス、ハーシェル・ワイングロッド
  - 『カメレオンマン』 - ウディ・アレン

- 1984年: 『ブロードウェイのダニー・ローズ』 - ウディ・アレン
  - 『再会の時』 - ローレンス・カスダン、バーバラ・ベネディック
  - 『アイスクリーム・コネクション』 - ビル・フォーサイス
  - 『最強最後の晩餐』 - アラン・ベネット

- 1985年: 『カイロの紫のバラ』 - ウディ・アレン
  - 『バック・トゥ・ザ・フューチャー』 – ロバート・ゼメキス、ボブ・ゲイル
  - 『マイ・ビューティフル・ランドレット』 – ハニフ・クレイシ
  - 『刑事ジョン・ブック/目撃者』 – ウィリアム・ケリー、アール・W・ウォレス

- 1986年: 『ハンナとその姉妹』 - ウディ・アレン
  - 『クロコダイル・ダンディー』 – ポール・ホーガン、ケン・シャディー、ジョン・コーネル
  - 『ミッション』 – ロバート・ボルト
  - 『モナリザ』 – ニール・ジョーダン、デヴィッド・リーランド

- 1987年: 『あなたがいたら/少女リンダ』 - デヴィッド・リーランド
  - 『戦場の小さな天使たち』 – ジョン・ブアマン
  - 『Hなえっちな変態SMクラブ』 – デヴィッド・リーランド
  - 『ラジオ・デイズ』 – ウディ・アレン

- 1988年: 『ワールド・アパート』 - ショーン・スロヴォ
  - 『さよなら子供たち』 – ルイ・マル
  - 『ワンダとダイヤと優しい奴ら』 – ジョン・クリーズ
  - 『月の輝く夜に』 – ジョン・パトリック・シャンレー

- 1989年: 『恋人たちの予感』 - ノーラ・エフロン
  - 『いまを生きる』 – トム・シュルマン
  - 『レインマン』 – バリー・モロー、ロナルド・バス
  - 『セックスと嘘とビデオテープ』 – スティーヴン・ソダーバーグ

### 1990年代
- 1990年: 『ニュー・シネマ・パラダイス』 - ジュゼッペ・トルナトーレ
  - 『ウディ・アレンの重罪と軽罪』 – ウディ・アレン
  - 『ゴースト/ニューヨークの幻』 – ブルース・ジョエル・ルービン
  - 『プリティ・ウーマン』 – J・F・ロートン

- 1991年: 『愛しい人が眠るまで』 - アンソニー・ミンゲラ
  - 『フィッシャー・キング』 – リチャード・ラグラヴェネーズ
  - 『グリーン・カード』 – ピーター・ウィアー
  - 『テルマ&ルイーズ』 – カーリー・クーリ

- 1992年: 『夫たち、妻たち』 - ウディ・アレン
  - 『クライング・ゲーム』 – ニール・ジョーダン
  - 『ヒア・マイ・ソング』 – ピーター・チェルソム、エイドリアン・ダンバー
  - 『許されざる者』 – デヴィッド・ウェッブ・ピープルズ

- 1993年: 『恋はデジャ・ブ』 - ハロルド・ライミス、ダニー・ルービン
  - 『ザ・シークレット・サービス』 – ジェフ・マグワイア
  - 『ピアノ・レッスン』 – ジェーン・カンピオン
  - 『めぐり逢えたら』 – ノーラ・エフロン、デヴィッド・S・ウォード、ジェフ・アーチ

- 1994年: 『パルプ・フィクション』 - クエンティン・タランティーノ、ロジャー・エイヴァリー
  - 『プリシラ』 – ステファン・エリオット
  - 『フォー・ウェディング』 – リチャード・カーティス
  - 『フィラデルフィア』 – ロン・ナイスワーナー

- 1995年: 『ユージュアル・サスペクツ』 - クリストファー・マッカリー
  - 『ブロードウェイと銃弾』 – ウディ・アレン、ダグラス・マクグラス
  - 『ミュリエルの結婚』 – P・J・ホーガン
  - 『セブン』 – アンドリュー・ケヴィン・ウォーカー

- 1996年: 『秘密と嘘』 - マイク・リー
  - 『ブラス!』 – マーク・ハーマン
  - 『ファーゴ』 – ジョエル・コーエン、イーサン・コエーン
  - 『シャイン』 – ジャン・サーディ

- 1997年: 『ニル・バイ・マウス』 - ゲイリー・オールドマン
  - 『ブギーナイツ』 – ポール・トーマス・アンダーソン
  - 『フル・モンティ』 – サイモン・ボーファイ
  - 『Queen Victoria 至上の恋』 – ジェレミー・ブロック

- 1998年: 『トゥルーマン・ショー』 - アンドリュー・ニコル
  - 『エリザベス』 – マイケル・ハースト
  - 『ライフ・イズ・ビューティフル』 – ヴィンチェンツォ・チェラーミ、ロベルト・ベニーニ
  - 『恋におちたシェイクスピア』 – トム・ストッパード、マーク・ノーマン

- 1999年: 『マルコヴィッチの穴』 - チャーリー・カウフマン
  - 『オール・アバウト・マイ・マザー』 – ペドロ・アルモドバル
  - 『アメリカン・ビューティー』 – アラン・ボール
  - 『シックス・センス』 – M・ナイト・シャマラン
  - 『トプシー・ターヴィー』 – マイク・リー

### 2000年代
- 2000年: 『あの頃ペニー・レインと』 - キャメロン・クロウ
  - 『リトル・ダンサー』 – リー・ホール
  - 『エリン・ブロコビッチ』 – スザンナ・グラント
  - 『グラディエーター』 – デヴィッド・フランゾーニ、ジョン・ローガン、ウィリアム・ニコルソン
  - 『オー・ブラザー!』 – ジョエル・コーエン、イーサン・コエーン

- 2001年: 『アメリ』 - ジャン＝ピエール・ジュネ、ギヨーム・ローラン
  - 『ゴスフォード・パーク』 – ジュリアン・フェロウズ
  - 『ムーラン・ルージュ』 – バズ・ラーマン、クレイグ・ピアース
  - 『アザーズ』 – アレハンドロ・アメナバル
  - 『ザ・ロイヤル・テネンバウムズ』 – ウェス・アンダーソン、オーウェン・ウィルソン

- 2002年: 『トーク・トゥ・ハー』 - ペドロ・アルモドバル
  - 『堕天使のパスポート』 – スティーヴン・ナイト
  - 『ギャング・オブ・ニューヨーク』 – ジェイ・コックス、ケネス・ロナーガン、スティーヴン・ザイリアン
  - 『マグダレンの祈り』 – ピーター・ミュラン
  - 『天国の口、終りの楽園。』 – カルロス・キュアロン、アルフォンソ・キュアロン

- 2003年: The Station Agent - トーマス・マッカーシー
  - 『21グラム』 – ギジェルモ・アリアガ
  - 『みなさん、さようなら』 – ドゥニ・アルカン
  - 『ファインディング・ニモ』 – アンドリュー・スタントン、ボブ・ピーターソン、デヴィッド・レイノルズ
  - 『ロスト・イン・トランスレーション』 – ソフィア・コッポラ

- 2004年: 『エターナル・サンシャイン』 - チャーリー・カウフマン
  - 『アビエイター』 – ジョン・ローガン
  - 『コラテラル』 – スチュアート・ビーティー
  - 『Ray/レイ』 – ジェームズ・L・ホワイト
  - 『ヴェラ・ドレイク』 – マイク・リー

- 2005年: 『クラッシュ』 - ポール・ハギス、ボビー・モレスコ
  - 『シンデレラマン』 – クリフ・ホリングワース、アキヴァ・ゴールズマン
  - 『グッドナイト&グッドラック』 – ジョージ・クルーニー、グラント・ヘスロヴ
  - 『ホテル・ルワンダ』 – ケア・ピアソン、テリー・ジョージ
  - 『ヘンダーソン夫人の贈り物』 – マーティン・シャーマン

- 2006年: 『リトル・ミス・サンシャイン』 - マイケル・アーント
  - 『バベル』 – ギレルモ・アリアガ
  - 『パンズ・ラビリンス』 – ギレルモ・デル・トロ
  - 『クィーン』 – ピーター・モーガン
  - 『ユナイテッド93』 – ポール・グリーングラス

- 2007年: 『JUNO/ジュノ』 - ディアブロ・コーディ
  - 『アメリカン・ギャングスター』 – スティーヴン・ザイリアン
  - 『善き人のためのソナタ』 – フロリアン・ヘンケル・フォン・ドナースマルク
  - 『フィクサー』 – トニー・ギルロイ
  - 『THIS IS ENGLAND』 – シェーン・メドウス

- 2008年: 『ヒットマンズ・レクイエム』 - マーティン・マクドナー
  - 『バーン・アフター・リーディング』 – ジョエル・コーエン、イーサン・コエーン
  - 『チェンジリング』 – J・マイケル・ストラジンスキー
  - 『ずっとあなたを愛してる』 – フィリップ・クローデル
  - 『ミルク』 – ダスティン・ランス・ブラック

- 2009年: 『ハート・ロッカー』 - マーク・ボール
  - 『ハングオーバー! 消えた花ムコと史上最悪の二日酔い』 – ジョン・ルーカス、スコット・ムーア
  - 『イングロリアス・バスターズ』 – クエンティン・タランティーノ
  - 『シリアスマン』 – ジョエル・コーエン、イーサン・コエーン
  - 『カールじいさんの空飛ぶ家』 – ピート・ドクター、ボブ・ピーターソン

### 2010年代
- 2010年: 『英国王のスピーチ』 - デヴィッド・サイドラー
  - 『ブラック・スワン』 -  マーク・ハイマン、アンドレス・ハインツ、ジョン・J・マクローリン
  - 『ザ・ファイター』 - スコット・シルヴァー、ポール・タマシー、エリック・ジョンソン
  - 『インセプション』 - クリストファー・ノーラン
  - 『キッズ・オールライト』 - リサ・チョロデンコ、スチュアート・ブルムバーグ

- 2011年: 『アーティスト』 - ミシェル・アザナヴィシウス
  - 『ブライズメイズ 史上最悪のウェディングプラン』 - アニー・ムモーロ、クリステン・ウィグ
  - 『ザ・ガード〜西部の相棒〜』 - ジョン・マイケル・マクドナー
  - 『マーガレット・サッチャー 鉄の女の涙』 - アビ・モーガン
  - 『ミッドナイト・イン・パリ』 - ウディ・アレン

- 2012年: 『ジャンゴ 繋がれざる者』 - クエンティン・タランティーノ
  - 『愛、アムール』 - ミヒャエル・ハネケ
  - 『ザ・マスター』 - ポール・トーマス・アンダーソン
  - 『ムーンライズ・キングダム』 - ウェス・アンダーソン、ロマン・コッポラ
  - 『ゼロ・ダーク・サーティ』 - マーク・ボール

### 2020年代
- 2020年: 『プロミシング・ヤング・ウーマン』 - エメラルド・フェネル
  - 『アナザーラウンド』 - トマス・ヴィンターベア、トビアス・リンホルム
  - 『シカゴ7裁判』 - アーロン・ソーキン
  - 『Mank/マンク』 - ジャンク・フィンチャー
  - 『ロックス（英語版）』 - テレサ・イココ（英語版）、クラーレ・ウィルソン
- 2021年: 『リコリス・ピザ』 - ポール・トーマス・アンダーソン
  - 『愛すべき夫妻の秘密』 - アーロン・ソーキン
  - 『ベルファスト』 - ケネス・ブラナー
  - 『ドント・ルック・アップ』 - アダム・マッケイ
  - 『ドリームプラン』 - ザック・ベイリン
- 2022年: 『イニシェリン島の精霊』 - マーティン・マクドナー
  - 『エブリシング・エブリウェア・オール・アット・ワンス』 - ダニエル・クワン、ダニエル・シャイナート
  - 『フェイブルマンズ』 - スティーヴン・スピルバーグ、トニー・クシュナー
  - 『TAR/ター』 - トッド・フィールド
  - 『逆転のトライアングル』 - リューベン・オストルンド
- 2023年: 『落下の解剖学』 - ジュスティーヌ・トリエ、アルチュール・アラリ（英語版）
  - 『バービー』 - グレタ・ガーウィグ、ノア・バームバック
  - 『ホールドオーバーズ 置いてけぼりのホリディ』 - デビッド・ヘミングソン（英語版）
  - 『マエストロ: その音楽と愛と』 - ブラッドリー・クーパー、ジョシュ・シンガー
  - 『パスト ライブス/再会』 - セリーヌ・ソン
- 2024年: 『リアル・ペイン〜心の旅〜』 - ジェシー・アイゼンバーグ
  - 『ANORA アノーラ』 - ショーン・ベイカー
  - 『ブルータリスト』 - ブラディ・コーベット、モナ・ファストヴォールド（英語版）
  - 『KNEECAP/ニーキャップ（英語版）』 - Rich Peppiatt, Naoise Ó Cairealláin, Liam Óg Ó Hannaidh, and JJ Ó Dochartaigh
  - 『サブスタンス』 - コラリー・ファルジャ